# Juniorvärldsmästerskapet i ishockey 2013
Juniorvärldsmästerskapet i ishockey 2013, JVM i ishockey 2013, var den 37:e upplagan som arrangeras av IIHF, en ishockeyturnering för herrlandslag med spelare födda 1993 eller senare. Huvudturneringen spelades mellan 26 december 2012 och 5 januari 2013.
Mästerskapet avgjordes i sex divisioner: toppdivisionen, Division I A och B, Division II A och B, samt Division III. Dessa divisioner spelades enligt följande schema:
Toppdivisionen JVM spelades i  Ufa, Ryssland, under perioden  26 december 2012 - 5 januari 2013.

JVM Division I grupp A spelades i Amiens, Frankrike, under perioden 9 till 15 december 2012.

JVM Division I grupp B spelades i Donetsk, Ukraina under perioden 10 till 16 december 2012.

JVM Division II grupp A spelades i Brașov, Rumänien, under perioden 9 till 15 december 2012. 

JVM Division II grupp B spelades i Belgrad, Serbien, under perioden 12 till 18 januari 2013. 

JVM Division III spelades i Sofia, Bulgarien under perioden 14 till 20 januari 2013. 

USA vann finalen över Sverige med 3–1. USA vann därmed sin tredje titel, den senaste vann de 2010 och Sverige lyckades inte försvara sitt guld från föregående år. Ryssland besegrade Kanada med 6–5 på övertid och vann därmed brons. Kanada blev i och med det utan medaljer i ett juniorvärldsmästerskap i ishockey för första gången sedan 1998. Lettland degraderades till Division I A och Norge flyttades upp till toppdivisionen inför Juniorvärldsmästerskapet i ishockey 2014 i Malmö, Sverige.

## Slutställning
¦¦ Flyttas upp en division

¦¦ Flyttas ned en division
| JVM 2013 | JVM 2013  |
| -------- | --------- |
| 1        | USA       |
| 2        | Sverige   |
| 3        | Ryssland  |
| 4        | Kanada    |
| 5        | Tjeckien  |
| 6        | Schweiz   |
| 7        | Finland   |
| 8        | Slovakien |
| 9        | Tyskland  |
| 10       | Lettland  |

| JVM 2013 Div IA | JVM 2013 Div IA |
| --------------- | --------------- |
| 11              | Norge           |
| 12              | Vitryssland     |
| 13              | Danmark         |
| 14              | Slovenien       |
| 15              | Österrike       |
| 16              | Frankrike       |

| JVM 2013 Div IB | JVM 2013 Div IB |
| --------------- | --------------- |
| 17              | Polen           |
| 18              | Kazakstan       |
| 19              | Italien         |
| 20              | Ukraina         |
| 21              | Storbritannien  |
| 22              | Kroatien        |

| JVM 2013 Div IIA | JVM 2013 Div IIA |
| ---------------- | ---------------- |
| 23               | Japan            |
| 24               | Ungern           |
| 25               | Rumänien         |
| 26               | Nederländerna    |
| 27               | Litauen          |
| 28               | Spanien          |

| JVM 2013 Div IIB | JVM 2013 Div IIB |
| ---------------- | ---------------- |
| 29               | Estland          |
| 30               | Sydkorea         |
| 31               | Serbien          |
| 32               | Australien       |
| 33               | Island           |
| 34               | Belgien          |

| JVM 2013 Div III | JVM 2013 Div III      |
| ---------------- | --------------------- |
| 35               | Kina                  |
| 36               | Bulgarien             |
| 37               | Nya Zeeland           |
| 38               | Mexiko                |
| 39               | Turkiet               |
| DSQ              | Förenade arabemiraten |

## Juniorvärldsmästerskapet

### Kvalificerade lag
Följande lag var kvalificerade:
- Tyskland (uppflyttade från Division I A)
- Finland
- Kanada
- Lettland
- Ryssland
- Schweiz
- Slovakien
- Sverige
- Tjeckien
- USA

### Inledande omgång
| Till semifinal         |
| Till kvartsfinal       |
| Till nedflyttningsspel |

#### Grupp A
Grupp A spelades i Isstadion Salavat Julajev, Ufa.
| Lag      | S | V | ÖV | ÖF | F | GM | IM | MS  | P  |
| -------- | - | - | -- | -- | - | -- | -- | --- | -- |
| Sverige  | 4 | 3 | 1  | 0  | 0 | 19 | 8  | +11 | 11 |
| Tjeckien | 4 | 2 | 1  | 0  | 1 | 12 | 10 | +2  | 8  |
| Schweiz  | 4 | 1 | 0  | 3  | 0 | 16 | 14 | +2  | 6  |
| Finland  | 4 | 1 | 1  | 0  | 2 | 15 | 15 | 0   | 5  |
| Lettland | 4 | 0 | 0  | 0  | 4 | 6  | 21 | −15 | 0  |

Alla tider är lokala (YEKT/UTC+6)
| 26 december 2012 13:30 | Lettland | 1 − 5 (1–3, 0–2, 0–0) | Finland | Isstadion Salavat Julajev |

|  |                     | Matchsummering |                                                                                              | Åskådare: 1 457                     |                                     |
|  | N. Jelisejevs 08:25 |                | 01:54 A. Lehkonen 12:23 M. Aaltonen 15:27 M. Aaltonen 33:02 M. Granlund 39:18 R. Ristolainen | Domare: Pavel Hodek Mikael Sjöqvist | Domare: Pavel Hodek Mikael Sjöqvist |

| 26 december 2012 18:00 | Tjeckien | 1 − 4 (0–2, 0–1, 1–1) | Sverige | Isstadion Salavat Julajev |

|  |                 | Matchsummering |                                                                         | Åskådare: 1 921                       |                                       |
|  | L. Sedlak 59:54 |                | 02:16 S. Collberg 03:48 E. Lindholm 23:03 F. Sandberg 52:07 F. Forsberg | Domare: Georgij Jablukov Roman Gofman | Domare: Georgij Jablukov Roman Gofman |

| 27 december 2012 18:00 | Schweiz | 7 − 2 (2–1, 3–1, 2–0) | Lettland | Isstadion Salavat Julajev |

|  | | Matchsummering |                                       | Åskådare: 1 135                  |                                  |
|  | C. Bertschy 14:14 M. Kunzle 18:27 L. Balmelli 21:07 S. Andrighetto 31:39 S. Zangger 34:08 M. Kunzle 53:04 A. Bertaggia 57:33 |                | 02:45 N. Jelisejevs 23:36 A. Sevcenko | Domare: Jari Levonen Mikael Nord | Domare: Jari Levonen Mikael Nord |

| 28 december 2012 13:30 | Finland | 1 − 3 (0−2, 1−0, 0−1) | Tjeckien | Isstadion Salavat Julajev |

|  |                     | Matchsummering |                                              | Åskådare: 2 543                   |                                   |
|  | T. Teräväinen 22:29 |                | 14:17 T. Hyka 16:34 M. Hrbas 59:56 D. Jaškin | Domare: Harry Dumas Steve Patafie | Domare: Harry Dumas Steve Patafie |

| 28 december 2012 18:00 | Sverige | 3 – 2 (str) (0−1, 1−1, 1−0, 0−0, 1−0) | Schweiz | Isstadion Salavat Julajev |

|  |                                  | Matchsummering |                                     | Åskådare: 2 359                       |                                       |
|  | S. Collberg 30:32 E. Djuse 46:14 |                | 14:04 E. Antonietti 32:09 M. Kunzle | Domare: Roman Gofman Georgji Jablukov | Domare: Roman Gofman Georgji Jablukov |

| 29 december 2012 18:00 | Lettland | 1 − 5 (0−1, 1−1, 0−3) | Sverige | Isstadion Salavat Julajev |

|  |                  | Matchsummering |                                                                       | Åskådare: 1 856                      |                                      |
|  | T. Blugers 23:50 |                | 19:10 E. Molin 36:18 S. Collberg 51:49 V. Arvidsson 59:13 A. Wennberg | Domare: Didier Massy Daniel Stricker | Domare: Didier Massy Daniel Stricker |

| 30 december 2012 13:30 | Finland | 5 − 4 (str) (0−2, 2−0, 2−2, 0−0, 1−0) | Schweiz | Isstadion Salavat Julajev |

|  |                                                                             | Matchsummering |                                                                             | Åskådare: 2 354                  |                                  |
|  | M. Granlund 25:21 T. Teräväinen 30:59 T. Teräväinen 53:06 M. Granlund 58:20 |                | 13:01 L. Martschini 14:02 S. Andrighetto 41:08 A. Bertaggia 51:30 D. Simion | Domare: Sergei Kulakov Pat Smith | Domare: Sergei Kulakov Pat Smith |

| 30 december 2012 18:00 | Tjeckien | 4 − 2 (1−1, 1−0, 2−1) | Lettland | Isstadion Salavat Julajev |

|  |                                                            | Matchsummering |                                       | Åskådare: 1 756                       |                                       |
|  | P. Beranek 09:55 M. Frk 22:01 D. Jaškin 53:46 M. Frk 59:33 |                | 18:33 N. Jevpalovs 41:59 R. Lipsbergs | Domare: Roman Gofman Georgij Jablukov | Domare: Roman Gofman Georgij Jablukov |

| 31 december 2012 13:30 | Schweiz | 3 − 4 (e.fl.) (1−1, 0−2, 2−0, 0−1) | Tjeckien | Isstadion Salavat Julajev |

|  |                                                  | Matchsummering |                                                               | Åskådare: 1 754                    |                                    |
|  | C. Marti 14:20 C. Bertschy 51:45 D. Simion 57:59 |                | 03:46 M. Beran 23:58 M. Svihalek 26:46 T. Hyka 61:39 T. Hertl | Domare: Jari Levonen Steve Patafie | Domare: Jari Levonen Steve Patafie |

| 31 december 2012 18:00 | Sverige | 7 − 4 (3−1, 2−2, 2−1) | Finland | Isstadion Salavat Julajev |

|  | | Matchsummering |                                                                         | Åskådare: 1 543                |                                |
|  | A. Wennberg 06:16 R. Hägg 06:59 V. Rask 13:42 V. Arvidsson 36:03 F. Forsberg 36:47 E. Molin 58:38 V. Arvidsson 59:01 |                | 16:17 J. Armia 21:26 R. Ristolainen 23:55 J. Armia 50:40 V. Järveläinen | Domare: Roman Gofman Pat Smith | Domare: Roman Gofman Pat Smith |

#### Grupp B
Grupp B spelades i Ufa Arena, Ufa.
| Lag       | S | V | ÖV | ÖF | F | GM | IM | MS  | P  |
| --------- | - | - | -- | -- | - | -- | -- | --- | -- |
| Kanada    | 4 | 4 | 0  | 0  | 0 | 21 | 8  | +13 | 12 |
| Ryssland  | 4 | 2 | 1  | 0  | 1 | 13 | 7  | +6  | 8  |
| USA       | 4 | 2 | 0  | 0  | 2 | 19 | 7  | +12 | 6  |
| Slovakien | 4 | 0 | 1  | 1  | 2 | 10 | 19 | −9  | 3  |
| Tyskland  | 4 | 0 | 0  | 1  | 3 | 4  | 26 | −22 | 1  |

Alla tider är lokala (YEKT/UTC+6)
| 26 december 2012 15:30 | Tyskland | 3 − 9 (1−2, 2−5, 0−2) | Kanada | Ufa Arena |

|  |                                                 | Matchsummering | | Åskådare: 3 618                  |                                  |
|  | T. Rieder 19:29 L. Pfoderl 36:22 N. Latta 38:14 |                | 03:02 X. Ouellet 09:36 R. Nugent-Hopkins 22:18 M. Scheifele 24:24 J. Huberdeau 32:22 T. Rattie 33:48 R. Strome 39:58 M. Scheifele 44:46 J. Drouin 57:03 T. Wotherspoon | Domare: Harry Dumas Roman Gofman | Domare: Harry Dumas Roman Gofman |

| 26 december 2012 20:00 | Slovakien | 2 – 3 (e.fl.) (0–1, 1–1, 1–0, 0–1) | Ryssland | Ufa Arena |

|  |                              | Matchsummering |                                                          | Åskådare: 6 221                      |                                      |
|  | M. Matis 34:13 R. Mraz 59:24 |                | 14:04 N. Kutjerov 28:28 A. Chochlatjov 64:50 A. Yarullin | Domare: Didier Massy Daniel Stricker | Domare: Didier Massy Daniel Stricker |

| 27 december 2012 20:00 | USA | 8 − 0 (3–0, 3–0, 2–0) | Tyskland | Ufa Arena |

|  | | Matchsummering |  | Åskådare: 1 378                  |                                  |
|  | S. Kuraly 00:19 J. Trouba 08:30 A. Galchenyuk 09:54 R. Barber 20:14 S. Gostisbehere 26:33 R. Hartman 27:55 J. T. Miller 48:36 S. Jones 50:32 |                |  | Domare: Sergei Kulakov Pat Smith | Domare: Sergei Kulakov Pat Smith |

| 28 december 2012 15:30 | Kanada | 6 − 3 (0−2, 4−1, 2−0) | Slovakien | Ufa Arena |

|  | | Matchsummering |                                            | Åskådare: 2 818                  |                                  |
|  | R. Strome 22:16 M. Rielly 31:42 T. Rattie 35:18 M. Scheifele 39:01 R. Nugent-Hopkins 43:32 R. Strome 47:05 |                | 02:53 M. Daňo 15:28 T. Mikus 30:35 M. Daňo | Domare: Pavel Hodek Jari Levonen | Domare: Pavel Hodek Jari Levonen |

| 28 december 2012 20:00 | Ryssland | 2 − 1 (1–0, 0–1, 1–0) | USA | Ufa Arena |

|  |                                     | Matchsummering |                 | Åskådare: 7 620                     |                                     |
|  | A. Yarullin 02:42 V. Tkachyov 44:10 |                | 33:18 J. Trouba | Domare: Mikael Nord Mikael Sjoqvist | Domare: Mikael Nord Mikael Sjoqvist |

| 29 december 2012 20:00 | Tyskland | 0 − 7 (0−3, 0−1, 0−3) | Ryssland | Ufa Arena |

|  |  | Matchsummering | | Åskådare: 7 025 |  |
|  |  |                | 01:18 N. Kutjerov 09:37 N. Jakupov 12:38 D. Zharkov 33:57 A. Yarullin 42:43 Y. Kosov 53:33 Y. Kosov 58:05 Y. Kosov |                 |  |

| 30 december 2012 15:30 | Kanada | 2 − 1 (2−0, 0−0, 0−1) | USA | Ufa Arena |

|  |                                         | Matchsummering |                 | Åskådare: 6 385 |  |
|  | R. Nugent-Hopkins 07:13 R. Strome 14:44 |                | 51:02 J. Trouba |                 |  |

| 30 december 2012 20:00 | Slovakien | 2 − 1 (e.fl.) (0−0, 0−1, 1−0, 1−0) | Tyskland | Ufa Arena |

|  |                                 | Matchsummering |                 | Åskådare: 1 578 |  |
|  | B. Mraz 44:02 P. Čerešňák 61:40 |                | 33:56 T. Rieder |                 |  |

| 31 december 2012 16:00 | USA | 9 − 3 (5−2, 3−0, 1−1) | Slovakien | Ufa Arena |

|  | | Matchsummering |                                             | Åskådare: 2 160 |  |
|  | C. Bardreau 04:05 J. McCabe 05:10 J. Gaudreau 09:00 M. Reilly 11:46 J. Trouba 13:50 J. Gaudreau 24:55 V. Trocheck 26:16 V. Trocheck 30:00 A. Galchenyuk 56:16 |                | 04:19 M. Matis 18:35 R. Mraz 49:21 M. Matis |                 |  |

| 31 december 2012 20:00 | Ryssland | 1 − 4 (1−2, 0−1, 0−1) | Kanada | Ufa Arena |

|  |                   | Matchsummering |                                                                         | Åskådare: 7 988 |  |
|  | N. Kutjerov 17:36 |                | 14:04 D. Hamilton 15:58 M. Scheifele 26:31 J. Drouin 59:32 J. Huberdeau |                 |  |

### Nedflyttningsomgång
| Nation    | SM | V | ÖTV | ÖTF | F | GM | IM | P |
| --------- | -- | - | --- | --- | - | -- | -- | - |
| Finland   | 3  | 3 | 0   | 0   | 0 | 24 | 5  | 9 |
| Slovakien | 3  | 1 | 1   | 0   | 1 | 11 | 15 | 5 |
| Tyskland  | 3  | 1 | 0   | 1   | 1 | 6  | 12 | 4 |
| Lettland  | 3  | 0 | 0   | 0   | 3 | 6  | 15 | 0 |

| Flyttas ned till Division I A |

Alla tider är lokala (YEKT/UTC+6)
| 2 januari 2013 17:00 | Finland | 8 – 0 (1−0, 2−0, 5−0) | Tyskland | Isstadion Salavat Julajev |

|  | | Matchsummering |  | Åskådare: 1 308 |  |
|  | A. Lehkonen 16:12 M. Granlund 27:39 A. Barkov 34:48 M. Salomäki 40:21 V. Pokka 44:56 A. Barkov 56:27 V. Pokka 56:50 J. Armia 58:57 |                |  |                 |  |

| 3 januari 2013 17:00 | Slovakien | 5 – 3 (1−1, 2−0, 2−2) | Lettland | Isstadion Salavat Julajev |

|  |                                                                          | Matchsummering |                                                    | Åskådare: 1 457 |  |
|  | A. Bires 14:03 T. Mikus 30:54 M. Daňo 33:19 A. Bires 54:35 M. Daňo 59:47 |                | 01:26 K. Ozolins 45:14 N. Jevpalovs 50:22 E. Kulda |                 |  |

| 4 januari 2013 15:00 | Tyskland | 5 – 2 (0–1, 3–0, 2–1) | Lettland | Isstadion Salavat Julajev |

|  |                                                                                           | Matchsummering |                                      | Åskådare: 1 382 |  |
|  | T. Rieder 20:06 L. Draisaitl 30:30 C. Kretschmann 36:04 L. Draisaitl 45:36 S. Uvira 55:28 |                | 15:25 L. Rancevs 58:32 A. Kuzmenkovs |                 |  |

| 4 januari 2013 19:00 | Finland | 11 – 4 (3–0, 4–3, 4–1) | Slovakien | Isstadion Salavat Julajev |

|  | | Matchsummering |                                                           | Åskådare: 1 352 |  |
|  | V. Järveläinen 03:53 M. Salomäki 08:23 J. Armia 13:53 A. Barkov 21:14 J. Armia 22:54 J. Armia 23:26 M. Salomäki 37:47 A. Lehkonen 45:10 T. Teräväinen 47:48 T. Teräväinen 56:18 O. Määttä 58:18 |                | 28:03 B. Mraz 33:49 R. Buri 34:19 A. Bires 44:29 A. Bires |                 |  |

### Slutspel
Vinnarna från grupp A och B gick direkt till semifinal. Tvåan från grupp A mötte trean från grupp B och tvåan från grupp B mötte trean från grupp A i två kvartsfinaler. Vinnarna i kvartsfinalerna fick sedan möta gruppvinnarna från grupp A och B i semifinal. Vinnarna från semifinal möttes i final medan förlorarna möttes i match om tredjeplacering. 

#### Slutspelsträd
|  | Kvartsfinal | Kvartsfinal     | Kvartsfinal |  |  | Semifinal | Semifinal      | Semifinal |  |  | Final      | Final      | Final      |
|  |             |                 |             |  |  |           |                |           |  |  |            |            |            |
|  |             |                 |             |  |  | B1        | Kanada         | 1         |  |  |            |            |            |
|  | A2          | Tjeckien        | 0           |  |  | KV1       | USA            | 5         |  |  |            |            |            |
|  | B3          | USA             | 7           |  |  |           |                |           |  |  | VSF1       | USA        | 3          |
|  |             |                 |             |  |  |           |                |           |  |  | VSF2       | Sverige    | 1          |
|  |             |                 |             |  |  | A1        | Sverige (str.) | 3         |  |  |            |            |            |
|  | B2          | Ryssland (str.) | 4           |  |  | KV2       | Ryssland       | 2         |  |  | Bronsmatch | Bronsmatch | Bronsmatch |
|  | A3          | Schweiz         | 3           |  |  |           |                |           |  |  | FSF1       | Kanada     | 6          |
|  |             |                 |             |  |  |           |                |           |  |  | FSF2       | Ryssland   | 3          |

KV1 = Vinnare kvartsfinal ett. KV2 = Vinnare kvartsfinal två. VSF1 = Vinnare i semifinal ett. VSF2 = Vinnare i semifinal två. FSF1 = Förlorare i semifinal ett. FSF2 = Förlorare i semifinal två.

#### Kvartsfinaler
| 2 januari 2013 15:00 | Tjeckien | 0 – 7 (0−1, 0−5, 0−1) | USA | Ufa Arena |

|  |  | Matchsummering | | Åskådare: 3 247 |  |
|  |  |                | 11:45 J. Gaudreau 20:28 J. Gaudreau 21:08 R. Hartman 28:44 R. Barber 32:13 R. Barber 39:47 J. Gaudreau 44:08 J. T. Miller |                 |  |

| 2 januari 2013 19:00 | Ryssland | 4 – 3 (str) (1−1, 1−1, 1−1, 0−0, 1−0) | Schweiz | Ufa Arena |

|  |                                                            | Matchsummering |                                                      | Åskådare: 7 530 |  |
|  | A. Chochlatjov 06:07 M. Grigorenko 29:07 N. Kutjerov 58:21 |                | 10:05 C. Bertschy 32:37 M. Ness 48:57 S. Andrighetto |                 |  |

#### Semifinaler
| 3 januari 2013 15:00 | Kanada | 1 – 5 (0−2, 0−2, 0−1) | USA | Ufa Arena |

|  |                 | Matchsummering |                                                                                    | Åskådare: 4 781 |  |
|  | T. Rattie 44:03 |                | 07:18 J. McCabe 16:02 J. McCabe 22:58 J. Gaudreau 32:44 J. Vesey 55:41 J. Gaudreau |                 |  |

| 3 januari 2013 19:00 | Sverige | 3 – 2 (str) (2−0, 0−1, 0−1, 0−0, 1−0) | Ryssland | Ufa Arena |

|  |                                     | Matchsummering |                                      | Åskådare: 7 698 |  |
|  | E. Lindholm 06:35 F. Forsberg 09:38 |                | 27:32 A. Mironov 47:56 M. Grigorenko |                 |  |

#### Match om femte och sjätte plats
| 4 januari 2013 19:00 | Tjeckien | 4 – 3 (0–1, 3–1, 1–1) | Schweiz | Ufa Arena |

|  |                                                           | Matchsummering |                                                           | Åskådare: 1 733 |  |
|  | D. Jaškin 21:42 T. Hyka 37:22 M. Frk 38:53 T. Hertl 51:27 |                | 04:30 L. Sieber 38:39 S. Andrighetto 58:58 S. Andrighetto |                 |  |

#### Bronsmatch
| 5 januari 2013 15:00 | Kanada | 5 – 6 (e.fl.) (2−3, 2−1, 1−1, 0−1) | Ryssland | Ufa Arena |

|  |                                                                                                | Matchsummering | | Åskådare: 7 617 |  |
|  | R. Nugent-Hopkins 06:58 J. Huberdeau 15:51 M. Scheifele 23:16 R. Murphy 32:53 B. Ritchie 50:46 |                | 03:31 A. Chochlatjov 04:56 N. Jakupov 07:54 K. Dyakov 24:23 Y. Mozer 41:00 N. Jakupov 61:35 V. Nichushkin |                 |  |

#### Final
| 5 januari 2013 18:00 | Sverige | 1 – 3 (0−0, 1−2, 0−1) | USA | Ufa Arena |

|  |                   | Matchsummering |                                                       | Åskådare: 6 001 |  |
|  | F. Sandberg 21:09 |                | 27:42 R. Grimaldi 30:27 R. Grimaldi 59:44 V. Trocheck |                 |  |

### Statistik

#### Skytteliga
| Pos | Spelare             | Natiion   | SM | M | A  | Pts | +/- | PIM |
| --- | ------------------- | --------- | -- | - | -- | --- | --- | --- |
| 1   | Ryan Nugent-Hopkins | Kanada    | 6  | 4 | 11 | 15  | +6  | 4   |
| 2   | Joel Armia          | Finland   | 6  | 6 | 6  | 12  | 0   | 12  |
| 3   | Markus Granlund     | Finland   | 6  | 5 | 7  | 12  | -1  | 4   |
| 4   | Teuvo Teräväinen    | Finland   | 6  | 5 | 6  | 11  | +6  | 2   |
| 5   | Johnny Gaudreau     | USA       | 7  | 7 | 2  | 9   | +2  | 4   |
| 6   | Marko Daňo          | Slovakien | 6  | 4 | 5  | 9   | -1  | 12  |
| 7   | Jacob Trouba        | USA       | 7  | 4 | 5  | 9   | +2  | 10  |
| 8   | Jonathan Huberdeau  | Kanada    | 6  | 3 | 6  | 9   | 0   | 4   |
| 9   | J.T. Miller         | USA       | 7  | 2 | 7  | 9   | +5  | 2   |
| 10  | Sven Andrighetto    | Schweiz   | 6  | 5 | 3  | 8   | +1  | 4   |
| 10  | Mark Scheifele      | Kanada    | 6  | 5 | 3  | 8   | +1  | 2   |

SM = Spelade matcher; M = Gjorda mål; A = Assists; Pts = Poäng; +/- = Plus/minus-statistik; PIM = Utvisningsminuter (eng.Penalties In Minutes)
Källa: IIHF.com

#### Målvaktsliga
(minimum 40% av lagets speltid)
| Pos | SM                 | Nation   | TOI    | GA | GAA  | Sv%   | SO |
| --- | ------------------ | -------- | ------ | -- | ---- | ----- | -- |
| 1   | John Gibson        | USA      | 398:07 | 9  | 1.36 | 95.54 | 1  |
| 2   | Andrej Vasilevskij | Ryssland | 264:50 | 8  | 1.81 | 95.00 | 1  |
| 3   | Niklas Lundström   | Sverige  | 224:25 | 6  | 1.60 | 94.39 | 0  |
| 4   | Andrej Makarov     | Ryssland | 180:31 | 9  | 2.99 | 93.28 | 0  |
| 5   | Melvin Nyffeler    | Schweiz  | 261:39 | 16 | 3.67 | 90.24 | 0  |

TOI = Spelade minuter (minuter:sekunder); SA = Skott; GA = Insläppta mål; GAA = Genomsnitt insläppta mål per match; Sv% = Räddningsprocent; SO = Straffläggningar
Källa: IIHF.com

### Utmärkelser
Källor: 1 2
Most Valuable Player
- Målvakt:  John Gibson

All-star team
- Målvakt:  John Gibson
- Backar:  Jacob Trouba,  Jake McCabe
- Forwards:  Ryan Nugent-Hopkins,  Filip Forsberg,  Johnny Gaudreau

Bästa spelare utsedda av IIHF-direktoratet
- Målvakt:  John Gibson
- Back:  Jacob Trouba
- Forward:  Ryan Nugent-Hopkins

### Medaljörer
| Guld: | Silver: | Brons: |
| USA #3 - Seth Jones #5 - Connor Murphy #6 - Mike Reilly #7 - Sean Kuraly #8 - Jacob Trouba #10 - J.T. Miller #12 - Mario Lucia #13 - Johnny Gaudreau #14 - Shayne Gostisbehere #15 - Alex Galchenyuk #16 - Riley Barber #18 - Cole Bardreau #19 - Jake McCabe #20 - Blake Pietila #21 - Ryan Hartman #22 - Tyler Biggs #23 - Rocco Grimaldi #25 - Vincent Trocheck #26 - Jimmy Vesey #27 - Patrick Sieloff #29 - Garret Sparks #30 - Jon Gillies #35 - John Gibson | Sverige #1 - Joel Lassinantti #4 - Christian Djoos #5 - Rasmus Bengtsson #6 - Emil Djuse #7 - Tom Nilsson #8 - Linus Arnesson #9 - Mikael Wikstrand #10 - Alexander Wennberg #11 - Jeremy Boyce-Rotevall #13 - Viktor Arvidsson #14 - Robert Hägg #15 - Sebastian Collberg #16 - Filip Forsberg #17 - William Karlsson #19 - Elias Lindholm #23 - Victor Rask #24 - Rickard Rakell #25 - Jacob de la Rose #26 - Nick Sörensen #27 - Filip Sandberg #29 - Emil Molin #30 - Niklas Lundström #35 - Oscar Dansk | Ryssland #1 - Igor Ustinskij #5 - Albert Jarullin #7 - Artjom Sergejev #8 - Maxim Shalunov #9 - Nikita Nesterov #10 - Nail Jakupov #11 - Yevgeni Mozer #12 - Andrej Sigaryov #14 - Vladimir Tkachyov #15 - Valeri Nichushkin #16 - Nikita Kutjerov #17 - Anton Slepysjev #18 - Yaroslav Kosov #19 - Aleksandr Chochlatjov #20 - Andrej Makarov #21 - Kirill Kapustin #22 - Andrej Mironov #25 - Michail Grigorenko #26 - Daniil Zharkov #27 - Kirill Dyakov #28 - Yaroslav Dyblenko #29 - Pavel Koledov #30 - Andrej Vasilevski |

Källor: 
1
2
3

## Division I
Gruppindelning för Division I i juniorvärldsmästerskapet i ishockey 2013:
| Grupp A - Danmark - Nedflyttade från toppdivisionen - Belarus - Norge - Slovenien - Österrike - Frankrike - Uppflyttade från JVM Div IB | Grupp B - Storbritannien - Nedflyttade från JVM Div IA - Kazakstan - Italien - Polen - Kroatien - Ukraina - Uppflyttade från JVM Div IIA |

### Grupp A
Grupp A spelades i Amiens, Frankrike, under perioden 9 - 15 december 2012.
| Lag       | S | V | ÖV | ÖF | F | GM | IM | MS  | P  |
| --------- | - | - | -- | -- | - | -- | -- | --- | -- |
| Norge     | 5 | 4 | 1  | 0  | 0 | 19 | 7  | +12 | 14 |
| Belarus   | 5 | 4 | 0  | 0  | 1 | 19 | 8  | +11 | 12 |
| Danmark   | 5 | 3 | 0  | 1  | 1 | 20 | 15 | +5  | 10 |
| Slovenien | 5 | 1 | 1  | 0  | 3 | 13 | 14 | −1  | 5  |
| Österrike | 5 | 1 | 0  | 1  | 3 | 13 | 21 | −8  | 4  |
| Frankrike | 5 | 0 | 0  | 0  | 5 | 9  | 28 | −19 | 0  |

### Grupp B
Grupp B spelades i Donetsk, Ukraina under perioden 10 - 16 december 2012.
| Lag            | S | V | ÖV | ÖF | F | GM | IM | MS  | P  |
| -------------- | - | - | -- | -- | - | -- | -- | --- | -- |
| Polen          | 5 | 4 | 0  | 0  | 1 | 20 | 9  | +11 | 12 |
| Kazakstan      | 5 | 3 | 1  | 0  | 1 | 16 | 9  | +7  | 11 |
| Italien        | 5 | 3 | 0  | 0  | 2 | 15 | 6  | +9  | 9  |
| Ukraina        | 5 | 2 | 1  | 1  | 1 | 8  | 7  | +1  | 9  |
| Storbritannien | 5 | 1 | 0  | 1  | 3 | 8  | 18 | −10 | 4  |
| Kroatien       | 5 | 0 | 0  | 0  | 5 | 1  | 19 | −18 | 0  |

## Division II
Kvalificerade lag och gruppindelning för Division II i juniorvärldsmästerskapet i ishockey 2013 är följande:
| Grupp A - Japan - Nedflyttade från JVM Div IB - Litauen - Ungern - Spanien - Nederländerna - Rumänien - Uppflyttade från JVM Div IIB | Grupp B - Sydkorea - Nedflyttade från JVM Div IIA - Estland - Serbien - Belgien - Australien - Island - Uppflyttade från JVM Div III |

### Grupp A
Grupp A spelades i Brașov, Rumänien, under perioden 9 - 15 december 2012.
| Lag           | S | V | ÖV | ÖF | F | GM | IM | MS  | P  |
| ------------- | - | - | -- | -- | - | -- | -- | --- | -- |
| Japan         | 5 | 5 | 0  | 0  | 0 | 31 | 8  | +23 | 15 |
| Ungern        | 5 | 3 | 1  | 0  | 1 | 22 | 16 | +6  | 11 |
| Rumänien      | 5 | 3 | 0  | 0  | 2 | 18 | 19 | −1  | 9  |
| Nederländerna | 5 | 2 | 0  | 1  | 2 | 17 | 23 | −6  | 7  |
| Litauen       | 5 | 1 | 0  | 0  | 4 | 14 | 19 | −5  | 3  |
| Spanien       | 5 | 0 | 0  | 0  | 5 | 12 | 29 | −17 | 0  |

### Grupp B
Grupp B spelades i Belgrad, Serbien, den 12 till 18 januari 2013.
| Lag        | S | V | ÖV | ÖF | F | GM | IM | MS  | P  |
| ---------- | - | - | -- | -- | - | -- | -- | --- | -- |
| Estland    | 5 | 5 | 0  | 0  | 0 | 62 | 6  | +56 | 15 |
| Sydkorea   | 5 | 4 | 0  | 0  | 1 | 23 | 14 | +9  | 12 |
| Serbien    | 5 | 2 | 0  | 0  | 3 | 17 | 21 | −4  | 6  |
| Australien | 5 | 2 | 0  | 0  | 3 | 12 | 22 | −10 | 6  |
| Island     | 5 | 2 | 0  | 0  | 3 | 12 | 29 | −17 | 6  |
| Belgien    | 5 | 0 | 0  | 0  | 5 | 13 | 47 | −34 | 0  |

## Division III
Division III spelades i Sofia, Bulgarien under perioden 14 - 20 januari 2013. 
Följande lag var kvalificerade för spel i division III:
- Mexiko - Nedflyttade från JVM Div IIB
- Kina
- Nya Zeeland
- Bulgarien
- Turkiet
- Förenade arabemiraten*

*) Förenade Arabemiraten uteslöts ur turneringen eftersom man inte registrerade minst 15 spelare innan turneringsstart.  Laget dömdes som förlorare i alla sina matcher med 0–5.
| Lag                    | S | V | ÖV | ÖF | F | GM | IM | MS  | P  |
| ---------------------- | - | - | -- | -- | - | -- | -- | --- | -- |
| Kina                   | 5 | 5 | 0  | 0  | 0 | 32 | 6  | +26 | 15 |
| Bulgarien              | 5 | 4 | 0  | 0  | 1 | 19 | 14 | +5  | 12 |
| Nya Zeeland            | 5 | 3 | 0  | 0  | 2 | 13 | 12 | +1  | 9  |
| Mexiko                 | 5 | 2 | 0  | 0  | 3 | 18 | 12 | +6  | 6  |
| Turkiet                | 5 | 1 | 0  | 0  | 4 | 15 | 28 | −13 | 3  |
| Förenade arabemiraten* | 5 | 0 | 0  | 0  | 5 | 0  | 25 | −25 | 0  |